# Бентон (округ, Орегон)
Округ Бентон (англ. Benton County) — округ штата Орегон Соединённых Штатов Америки. На 2010 год население составляло 85 579 человек. Окружным центром является город Корваллис. Округ был назван в честь сенатора Томаса Харта Бентона.

## История
Округ Бентон был выделен из округа Полк в 1847 году. Округ был создан из области, населённой индейским племенем Кликитаты.
Позднее из округа Бентон были выделены округа Кус, Карри, Дуглас, Джэксон, Джосефин, Лейн, Линкольн, в результате чего округ принял свои современные границы.

## География
По данным Бюро переписи США округ занимает территорию 1759 км, из которых 1750,8 км занимает земля и 7,8 км — вода.
Соседние округа:
- Полк — на севере;
- Линкольн — на западе;
- Линн — на востоке;
- Лейн — на юге.

Города:
- Адэр-Виллидж
- Олбани
- Корваллис
- Монро
- Филомат

## Демография
По данным переписи 2000 года в округе насчитывалось 78153 человек. Средняя плотность населения составляла 116 человек на квадратную милю.
В округе проживало 89,16 % белых, 0,84 % афроамериканцев, 0,79 % коренных американцев, 4,49 % азиатов, 0,24 % жителей тихоокеанских островов, 1,92 % других рас, 4,66 % населения составляли латиноамериканцы.
В округе проживало 30145 семей, из которых 28,40 % имели детей в возрасте до 18 лет, проживающих с ними, 50,40 % были супружеские пары, живущие вместе, 7,20 % — одинокие женщины. 26,10 % всех домохозяйств состояли из отдельных лиц, из которых 6,70 % составляли люди в возрасте 65 лет и старше.
Средний возраст составил 31 год. На каждые 100 женщин приходилось 99,10 мужчин. На каждые 100 женщин возрастом 18 лет и старше, приходилось 97,80 мужчин.
Средний доход на домашнее хозяйство в округе составил $ 41897, а средний доход на семью составляет $ 56319. Мужчины имеют средний доход от $ 42018, женщины — $ 29795. Доход на душу населения в округе составил $ 21868. 6,80 % семей и 14,60 % имели доход ниже прожиточного минимума.
Округ Бентон имеет самый низкий показатель посещаемости церкви на душу населения любого округа в стране 25 %.

## Экономика
Доход округа составляют сельское хозяйство и изделия от древесины.